# Station Shirehampton
Shirehampton is een spoorwegstation van National Rail in Shirehampton, Bristol in Engeland. Het station is eigendom van Network Rail en wordt beheerd door Great Western Railway. 